# قصر الصفا بمكة المكرمة
قصر الصفا الملكي بمكة المكرمة، هو من القصور الملكية الحديثة، أنشئ في عهد الملك خالد بن عبد العزيز آل سعود بمكة المكرمة عام 1980م، ويطل على المسجد الحرام، ويقع على جبل أبي قبيس المعروف تاريخياً باحتضانه للحجر الأسود عند حادثة الطوفان في عهد النبي نوح عليه السلام، والذي كان يضم دار الأرقم ابن أبي الأرقم، والتي أقام فيها الرسول وأصحابه صلاتهم سرا خوفا من أذى قريش.
شهد القصر، الذي يقيم به ملك السعودية في العشر الأواخر من شهر رمضان، العديد من الأحداث السياسية البارزة، منها انعقاد القمة الإسلامية الاستثنائية الثالثة في العام 2005، والتوقيع على نص وثيقة مكة المكرمة التي تستهدف حقن دماء المسلمين في العراق في العام 2006، وفيه عقد المؤتمر الإسلامي العالمي للحوار في العام 2008، كما شهد اتفاق مكة المكرمة بين حركتي فتح وحماس الذي أعلن بحضور خادم الحرمين الشريفين الملك عبدالله بن عبدالعزيز آل سعود عام 2007، ومؤتمر قمة التضامن الإسلامي عام 2012، وفي عام 2017 شهد مبايعة الأمير محمد بن سلمان آل سعود ولياً للعهد، وفي العام 2018 عقدت فيه قمة رباعية دعا إليها خادم الحرمين الشريفين الملك سلمان بن عبدالعزيز آل سعود كلا من الإمارات والكويت والأردن، لمناقشة سبل دعم الأردن للخروج من الأزمة الاقتصادية التي يمر بها، وتم الاتفاق على تقديم الدول الثلاث حزمة من المساعدات الاقتصادية يصل إجمالي مبالغها إلى 2.5 مليار دولار، وشهد القصر في شهر رمضان من العام 2019 انعقاد ثلاث قمم وهي القمة الإسلامية الـ14، إضافة إلى قمة خليجية وأخرى عربية، لبحث التهديدات التي تواجه الدول العربية وأمنها القومي العربي على خلفية هجوم خليج عمان الأوّل والهجمات التي قامت بها جماعة الحوثي المسلحة على منشآت نفطية في السعودية.

## انظر ايضاً
- قصر اليمامة
- قصر باناجه
- قصر المصمك
- قصر المربع

## وصلات خارجية
- الصفا» مظلة السلام والحاضن الأمين لقضايا الأمة.
- في قصر الصفا بمكة المكرمة.